# 東大阪市立総合体育館
東大阪市立総合体育館（ひがしおおさかしりつそうごうたいいくかん）は、大阪府東大阪市にある屋内スポーツ施設である。愛称は東大阪アリーナ。

## 概要
1995年竣工。体育館棟と屋内プール棟からなる。
2010年より株式会社HOSが指定管理者として管理運営に当たっている。
毎週火曜日が休館日になっている。

## 施設

### 体育館棟
- 大アリーナ
  - 面積 - 2,160m2
  - 利用可能数 - バスケットボール3面、バレーボール4面、バドミントン12面、テニスコート1面
  - 客席数 - 1,400席
- 小アリーナ
  - 面積 - 540m2
  - 利用可能数 - バスケットボール1面、バレーボール：1面
- 武道場
  - 面積 - 324m2
  - 利用可能数 - 柔道1面、剣道1面
- フィットネスルーム

### 屋内プール棟
- 室内温水プール - 50m・8コース（日本水泳連盟公認）
- 客席数 - 456席

## 主な大会・イベント
- 1997年に開かれたなみはや国体では空手道の会場となった。06総体THE近畿の空手道も開かれた。
- bjリーグ・大阪エヴェッサのホームゲームにも使用されている。
- プロボクシング興行にも使用されており、名城信男が初めて世界王座についたのもこの会場であった。

## 交通アクセス
- 近鉄奈良線・八戸ノ里駅より徒歩12分